# Salim bin Sultan Al Qasimi
El jeque Salim bin Sultan Al Qasimi fue gobernante del Sharjah, un Estado de la Tregua y actualmente uno de los Emiratos Árabes Unidos, entre 1868 y 1883. Su gobierno fue inusualmente tumultuoso y estuvo marcado por intrigas, la secesión de las dependencias de Sharjah y constantes conflictos. También fue brevemente gobernante de Ras al Jaima entre 1868 y 1869 y su valí, o gobernador, entre 1908 y 1919.

## Ascensión
Salim bin Sultan era hijo del antiguo gobernante de Sharjah, Sultan bin Saqr Al Qasimi. Tras la muerte de Khalid bin Sultan en 1868, su sobrino Humaid bin Abdullah asumió el cargo de valí de Ras Ras al Jaima y al año siguiente proclamó la independencia de Sultan bin Saqr.
El agente saudí de la gobernación de Al Buraymi, que había participado activamente en varias disputas costeras de la zona, consiguió en abril de 1869 organizar un cambio dinástico de proporciones notables cuando hizo encarcelar a Salim bin Sultán, y su hermano Ibrahim bin Sultán (que había sido durante mucho tiempo valí de Ras al Jaima bajo el mandato de Sultán bin Saqr) establecido como gobernante de Ras al Jaima y Humaid bin Abdullah de Ras Al Khaimah establecido como gobernante de Sharjah. Este acto de prestidigitación política fue seguido inmediatamente por un estallido de enfrentamientos en Sharjah y el agente saudí murió tiroteado. En lo que se ha calificado como un intento de paliar la ira del rey saudita, Salim cedió su gobierno a su hermano Ibrahim, pero al no producirse ninguna reacción por parte de Riad (y al parecer la medida era solo de nombre), reafirmó su gobierno unos meses más tarde.

### Ruptura de la tregua marítima
En mayo de 1869, Salim e Ibrahim se enfrentaron a Humaid bin Abdullah en Ras Al Khaimah, desembarcando 1500 hombres en 32 barcos. Humaid fue apoyado por una fuerza de unos 500 hombres desembarcados de Umm al-Qaywayn  y se produjeron combates tanto en Al-Jazirah al-Hamra como en la ciudad de Ras Al Khaimah. El residente británico, el coronel Lewis Pelly, al enterarse de este incumplimiento del tregua marítima zarpó de Bandar Lengueh en el Dalhousie con el cañonero Hugh Rose. Al llegar a Ras Al Khaimah el 12 de mayo, Pelly ordenó a Salim e Ibrahim que retiraran sus fuerzas de Ras Al Khaimah al atardecer del día siguiente.
Sin embargo, las alianzas cambiaron rápidamente y, en 1871, Salim aprovechó la ausencia de Ibrahim en un viaje a Abu Dabi y, con el apoyo de Humaid bin Abdullah de Ras Al Khaimah junto con el gobernante de Umm Al Qawain, cimentó su ascendiente sobre Ibrahim retomando el control total de Sharjah. Al mismo tiempo, Humaid bin Abdullah retomó las dependencias de Sha'am, Rams y Shimal, que habían logrado separarse de Ras Al Khaimah.

### Dependencias de Sharjah
Al Hamriyah, que ya se había rebelado contra Sharjah, volvió a hacerlo y su jefe Saif bin Abdulrahman Al Shamsi lideró una confederación de jeques más pequeños contra Sharjah en 1873. En 1875 ya había desempeñado un papel de mediador entre el gobernante y los demás jeques (probablemente de Al Hamriyah, Al Khan y Abu Hail) y proclamó la independencia de Hamriyah una vez más.
Salim nombró a su hermano menor Ahmed valí de Diba, en la costa oriental, en 1871, concediéndole los ingresos de la ciudad que, sin embargo, se vieron mermados por las usurpaciones de la problemática tribu shahiyain.
Salim bin Sultan fue depuesto en 1883 por su sobrino, Saqr bin Khalid Al Qasimi, que se movilizó contra él cuando viajaba a Ras Al Khaimah (y su hermano, Ahmed estaba en la isla de Abu Musa, donde guardaba caballos).

### Valí de Ras Al Khaimah
Salim fue nombrado valí de Ras Al Khaimah en 1908 y, a pesar de sufrir parálisis, consolidó el poder hasta el punto de que el emirato era, en todo menos en el nombre, independiente de Sharjah. Su hijo Muhammad gestionó sus asuntos y renunció a su cargo en julio de 1919 para permitir que el otro hijo de Salim, Sultán, tomara el poder. Dos años más tarde, Salim lograría el sueño de independencia de Ras al Jaima que tanto tiempo llevaba persiguiendo, cuando los británicos reconocieron al emirato como Estado de la Tregua por derecho propio.
El jeque Salim bin Sultan murió en agosto de 1919.